# Neta U
Neta U – elektryczny samochód osobowy typu crossover klasy kompaktowej produkowany pod chińską marką Neta od 2020 roku.

## Historia i opis modelu

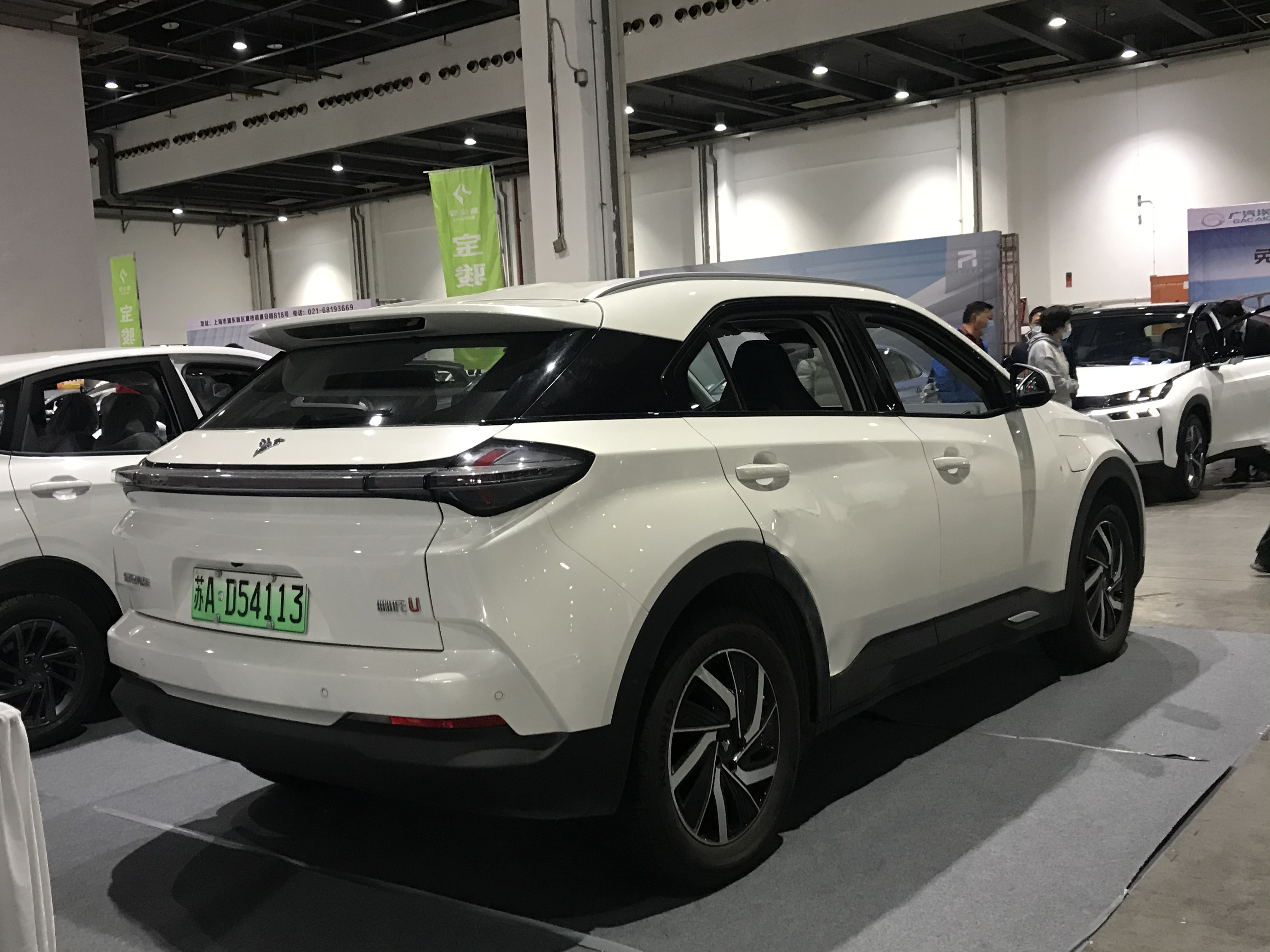
Neta U - tył

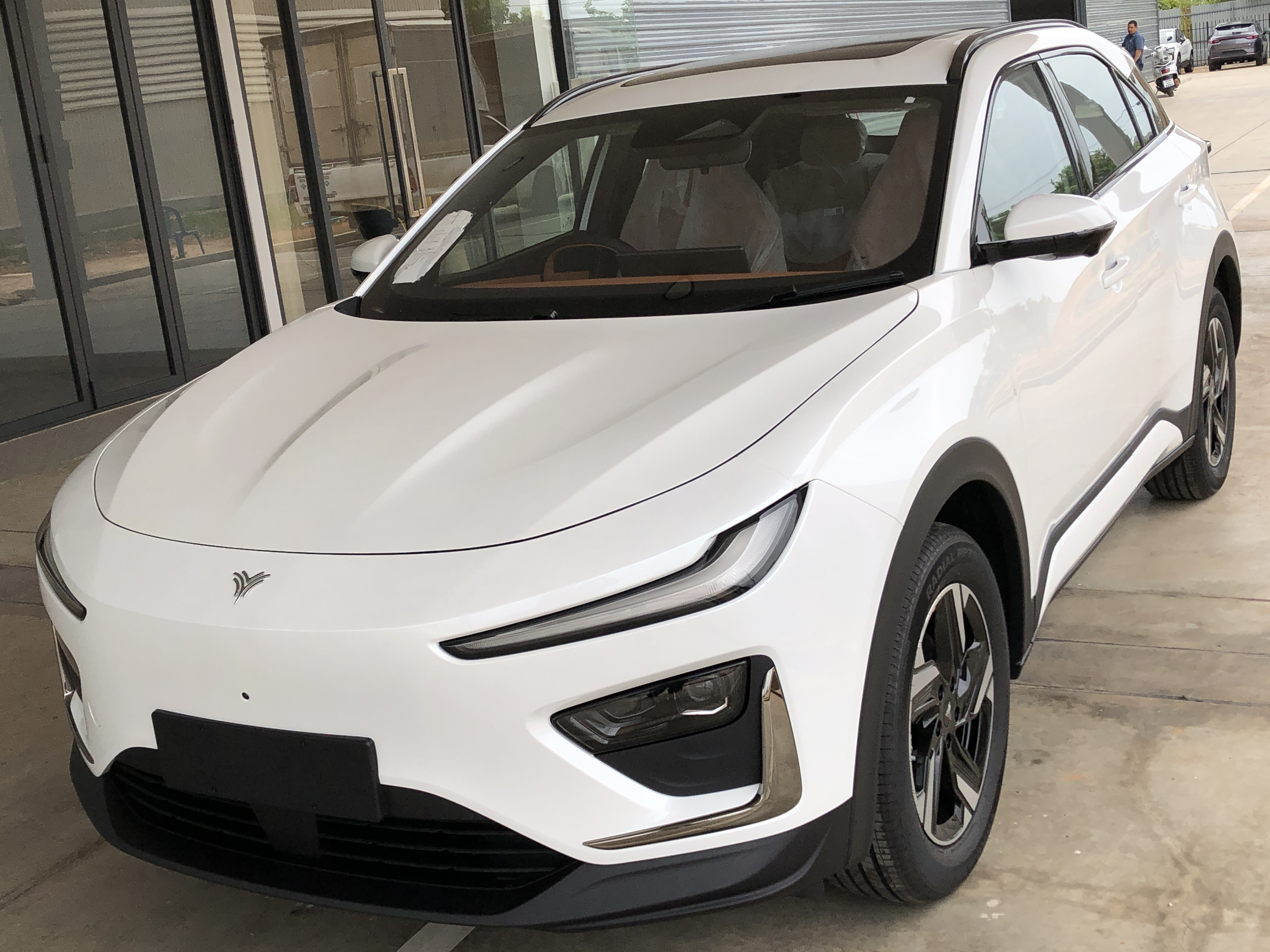
Neta X po liftingu

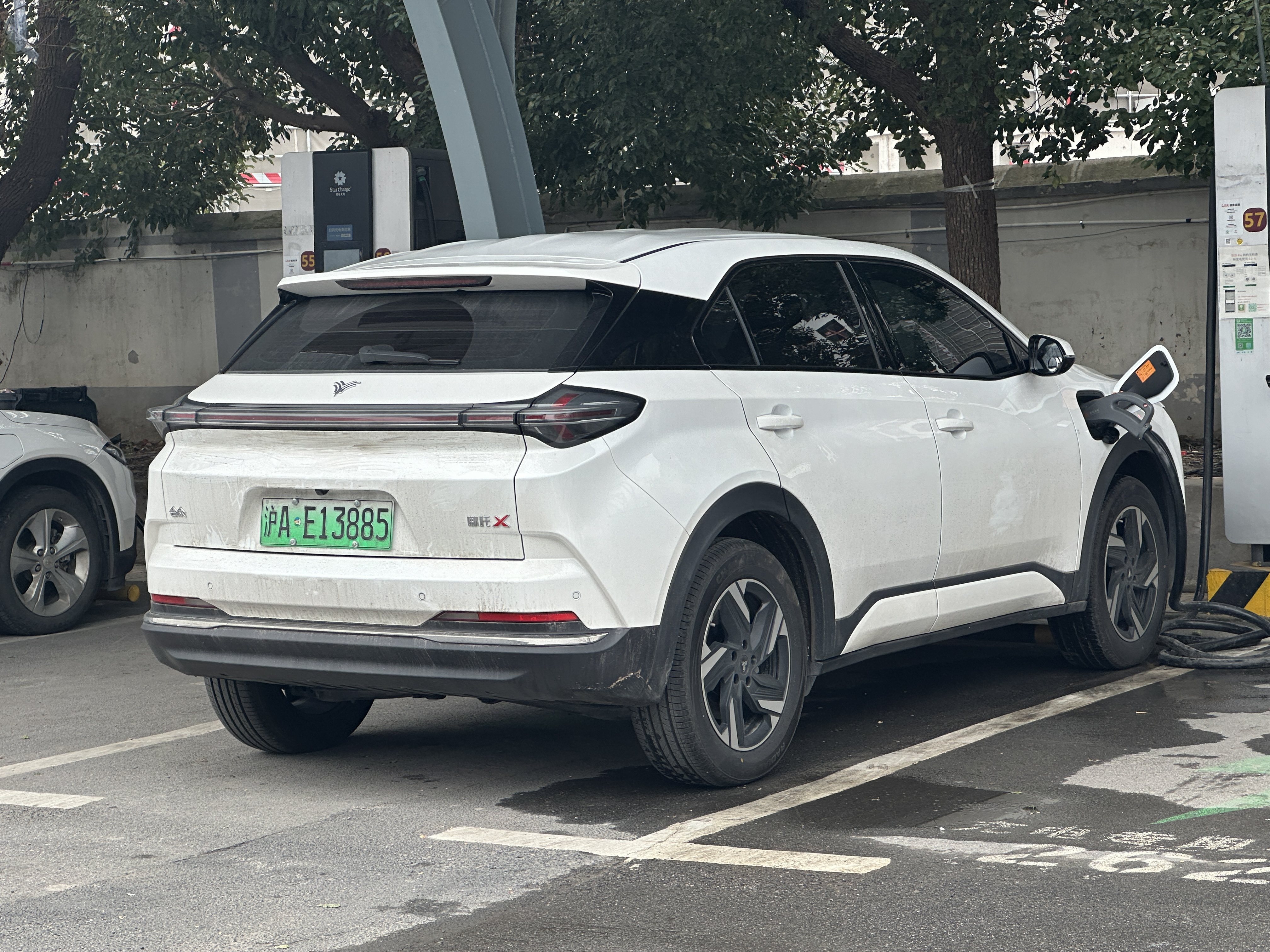
Neta X - tył po liftingu

W marcu 2019 roku chińskie przedsiębiorstwo Hozon Auto zaprezentowało studium nowego, znacznie wyżej pozycjonowanego od modelu Neta N01 kompaktowego crossovera "U", który docelowo miał poszerzyć niewielką wówczas gamę marki Neta. Produkcyjny samochód oficjalnie zadebiutował w marcu 2020 roku. 
Samochód przyjął futurystyczną stylistykę, z dużymi wielokształtnymi reflektorami wykonanymi w technologii LED, które zdominowały pas przedni. Charakterystycznym rozwiązaniem jest świetlisty pas biegnący między lampami, a także dwukolorowe malowanie nadwozia i opadająca linia dachu. Z kolei w kabinie pasażerskiej producent zdecydował się na zastosowanie takich nietypowych rozwiązań, jak ekrany w słupkach A przedstawiające obraz z martwego pola czy asystent kierowcy w formie imitacji głowy robota umieszczony na desce rozdzielczej.

### Lifting i zmiana nazwy
We wrześniu 2023 Neta U przeszła obszerną modernizację początkowo ograniczoną wyłącznie do rodzimego rynku chińskiego, w ramach której dokonano zmiany nazwy na Neta X. Samochód otrzymał smuklejszy przód o bardziej szpiczastym kształcie z podwójnymi reflektorami, co zwiększyło długość nadwozia. Ponadto wdrożono nowy projekt deski rozdzielczej z nowym układem kokpitu i większym centralnym ekranem dotykowym, a także nowym, charakterystycznym brązowym wykończeniem kabiny pasażerskiej.

### Sprzedaż
Neta U to pojazd produkowany i sprzedawany początkowo wyłącznie na rynku chińskim poczynając od kwietnia 2020 roku, tuż po prezentacji. W grudniu 2022 oficjalnie potwierdzono, że kompaktowy elektryczny crossover poszerza swój zasięg rynkowy także o Tajlandię wraz z uruchomieniem montażu CKD w 2023 roku w ramach przedsiębiorstwa Bangchan General Assembly spod Bangkoku.

### Dane techniczne
Samochód napędzany jest układem elektrycznym rozwijającym 295 KM mocy i 530 Nm maksymalnego momentu obrotowego. 100 km/h Neta U osiąga w 4,9 sekundy, z kolei maksymalną prędkość ograniczono do 155 km/h. Maksymalny zasięg to ok. 500 kilometrów na jednym ładowaniu według chińskiego trybu pomiarowego NEDC, co możliwe jest dzięki baterii o pojemności 54 kWh. Wersja U-II, która zadebiutował w październiku 2022, listę dostępnych pakietów akumulatorów poszerzyło też 70 kWh i 81,5 kWh, z topową odmianą oferującą zasięg do 610 kilometrów. Wprowadzono też tańszy, 231-konny silnik elektryczny.